# Antonio Napolioni
Antonio Napolioni (Camerino, 11 december 1957) is een Italiaans geestelijke en bisschop van de Rooms-Katholieke Kerk.
Napolioni bezocht het diocesaan seminarie van Fano en werd op 25 juni 1983 tot priester gewijd.
Paus Franciscus benoemde hem daags na zijn 61ste verjaardag tot bisschop van Cremona als opvolger van Dante Lafranconi die met emeritaat ging.;
Napolioni werd bisschop gewijd op 30 januari 2016 door bisschop Dante Lafranconi in duomo in Cremona.
- International Standard Name Identifier: 0000 0001 1788 2714
- Library of Congress Control Number: n2004141632
- Istituto Centrale per il Catalogo Unico: CFIV132085
- Virtual International Authority File: 165854080
- WorldCat: E39PBJgCJf4ptYj8TqPht3RxjC